# José Ortigoza

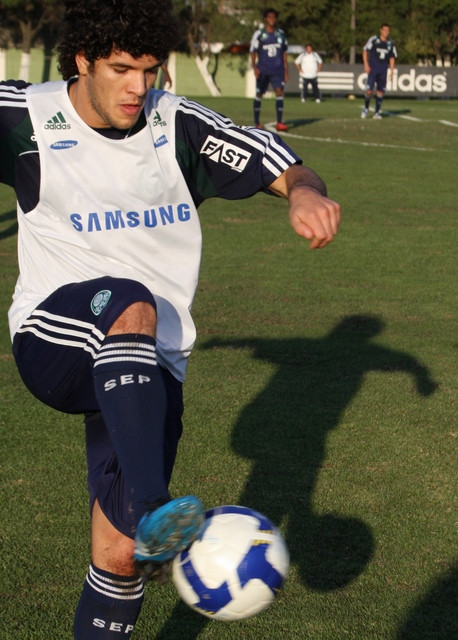
José Ortigoza-podczas treningu

José María Ortigoza Ortiz (ur. 1 kwietnia 1987 w Asunción) – paragwajski piłkarz występujący na pozycji napastnika, obecnie zawodnik Cerro Porteño.

## Kariera klubowa
Ortigoza pochodzi ze stołecznego miasta Asunción i jest wychowankiem tamtejszego klubu Sol de América, do którego seniorskiej drużyny został włączony już jako siedemnastolatek. W paragwajskiej Primera División zadebiutował w 2004 roku, lecz jeszcze w tym samym sezonie, po rozegraniu zaledwie jednego spotkania, spadł ze swoim zespołem do drugiej ligi. Tam zaczął regularnie pojawiać się na boiskach, podczas rozgrywek 2006 wydatnie pomagając swojej ekipie w wygraniu rozgrywek División Intermedia i powrocie do pierwszej ligi po dwóch latach nieobecności. Premierowego gola w najwyższej klasie rozgrywkowej strzelił 3 marca 2007 w zremisowanym 1:1 spotkaniu z 2 de Mayo i szybko został jednym z najskuteczniejszych zawodników w lidze. Tworząc bramkostrzelny duet napastników najpierw z Pablo Zeballosem, a następnie z Edgarem Benítezem dwa razy z rzędu został wicekrólem strzelców ligi paragwajskiej, jednak nie zdołał osiągnąć z Sol de América żadnych sukcesów drużynowych zarówno na arenie krajowej, jak i międzynarodowej.
Wiosną 2009 Ortigoza został wypożyczony do brazylijskiego SE Palmeiras z siedzibą w São Paulo, w którego barwach 9 maja 2009 w wygranym 2:1 meczu z Coritibą zadebiutował w Campeonato Brasileiro Série A. Pierwszą bramkę w lidze brazylijskiej strzelił natomiast 7 czerwca tego samego roku w konfrontacji z Vitórią, również wygranej 2:1. Ogółem w ekipie Palmeiras spędził rok bez poważniejszych osiągnięć, będąc jednym z ważniejszych graczy drużyny prowadzonej wówczas najpierw przez Vanderleia Luxemburgo, a później przez Muricy Ramalho. W późniejszym czasie udał się na kolejne dwunastomiesięczne wypożyczenie, tym razem do południowokoreańskiego zespołu Ulsan Hyundai FC. W K-League zadebiutował 27 lutego 2010 w wygranym 1:0 pojedynku z Gyeongnam, zaś premierowe trafienie zanotował 27 marca tego samego roku w wygranym 2:1 spotkaniu z Incheon United. Od razu wywalczył sobie pozycję czołowego zawodnika w zespole i w sezonie 2010 został wicekrólem strzelców ligi koreańskiej, ustępując jedynie Yoo Byung-soo.
W styczniu 2011 Ortigoza powrócił do Brazylii, na zasadzie wypożyczenia przenosząc się do drużyny Cruzeiro EC z miasta Belo Horizonte. Tam spędził średnio udany rok, wygrywając ligę stanową – Campeonato Mineiro, jednak równocześnie pełnił rolę rezerwowego i w rozgrywkach ligowych wraz z resztą ekipy wyłącznie bronił się przed spadkiem. Bezpośrednio po tym wrócił do swojego macierzystego Sol de América, gdzie w wiosennym sezonie Apertura 2012 z trzynastoma bramkami na koncie został królem strzelców ligi paragwajskiej. W połowie 2012 roku ponownie wyjechał na Daleki Wschód, kiedy to za sumę ponad pół miliona euro przeszedł do chińskiego klubu Shandong Luneng Taishan z siedzibą w mieście Jinan. W Chinese Super League zadebiutował 14 lipca 2012 w wygranej 3:0 konfrontacji z Changchun Yatai, zaś pierwszego gola strzelił 19 sierpnia tego samego roku w przegranym 2:4 pojedynku z Guangzhou R&F. Ogółem w Shandong Luneng spędził pół roku bez większych sukcesów.
Wiosną 2013 Ortigoza jako wolny zawodnik podpisał umowę z beniaminkiem ligi japońskiej, Ventforet Kōfu. W J-League zadebiutował 13 kwietnia 2013 w wygranym 3:1 meczu z Kashiwa Reysol, zaś jedyną bramkę zdobył 18 maja tego samego roku w przegranym 1:5 spotkaniu z Sanfrecce Hiroszima. Po upływie sześciu miesięcy powrócił do ojczyzny, zostając zawodnikiem stołecznego Cerro Porteño, gdzie w roli rezerwowego w jesiennych rozgrywkach Clausura 2013 zdobył z drużyną Francisco Arce pierwsze w swojej karierze mistrzostwo Paragwaju. Bezpośrednio po tym sukcesie udał się na wypożyczenie do meksykańskiej ekipy Club Atlas z siedzibą w Guadalajarze, w Liga MX debiutując 8 lutego 2014 w zremisowanym 1:1 pojedynku z Morelią, zaś pierwszego gola w nowym zespole strzelił 8 marca tego samego roku w zremisowanej 2:2 konfrontacji z Chiapas. Łącznie barwy Atlasu reprezentował przez rok w roli podstawowego napastnika, nie odnosząc jednak poważniejszych osiągnięć.
| Sezon     | Klub                    | Kraj             | Rozgrywki            | Mecze | Bramki |
| --------- | ----------------------- | ---------------- | -------------------- | ----- | ------ |
| 2004      | Sol de América          | Paragwaj         | Primera División     | 1     | 0      |
| 2005      | Sol de América          | Paragwaj         | División Intermedia  | 13    | 0      |
| 2006      | Sol de América          | Paragwaj         | División Intermedia  | 14    | 3      |
| 2007      | Sol de América          | Paragwaj         | Primera División     | 40    | 10     |
| 2008      | Sol de América          | Paragwaj         | Primera División     | 43    | 19     |
| 2009      | SE Palmeiras            | Brazylia         | Série A              | 29    | 4      |
| 2010      | Ulsan Hyundai FC        | Korea Południowa | K-League             | 26    | 17     |
| 2011      | Cruzeiro EC             | Brazylia         | Série A              | 24    | 2      |
| 2012      | Sol de América          | Paragwaj         | Primera División     | 17    | 13     |
| 2012      | Shandong Luneng Taishan | Chiny            | Chinese Super League | 10    | 2      |
| 2013      | Ventforet Kōfu          | Japonia          | J-League             | 8     | 1      |
| 2013      | Cerro Porteño           | Paragwaj         | Primera División     | 19    | 5      |
| 2013/2014 | Club Atlas              | Meksyk           | Liga MX              | 12    | 2      |
| 2014      | Cerro Porteño           | Paragwaj         | Primera División     |       |        |

## Kariera reprezentacyjna
W seniorskiej reprezentacji Paragwaju Ortigoza zadebiutował za kadencji argentyńskiego selekcjonera Gerardo Martino, 4 września 2010 w przegranym 0:1 meczu towarzyskim z Japonią. Premierowe gole w kadrze narodowej strzelił natomiast 17 listopada tego samego roku w wygranym 7:0 sparingu z Hongkongiem, kiedy to dwukrotnie wpisał się na listę strzelców.